# Lomagramma medogensis
Lomagramma medogensis là một loài thực vật có mạch trong họ Lomariopsidaceae. Loài này được Ching & Y.X. Ling mô tả khoa học đầu tiên năm 1984.